# Tuschinski Award
De Tuschinski Award, voluit Pathé Tuschinski Film Award, is een filmprijs die sinds 1984 wordt uitgereikt. Van 1984 tot en met 1990 heette deze prijs de Cannon City Prijs. Sinds 2021 heet de prijs de VEVAM Fonds Talent Award. 
De prijs wordt toegekend door een jury samengesteld door het Nederlands Film Festival aan de regisseur van de beste afstudeerfilm van het afgelopen studiejaar. De Tuschinski Award bestaat uit een geldbedrag van vijfduizend euro, beschikbaar gesteld door Pathé Theatres. De prijs wordt uitgereikt op het Nederlands Film Festival.

## Winnaars
- 1984 - Emma Zunz, regie: Peter Delpeut
- 1985 - Weladam, regie: Paolo Pistolesi
- 1986 - Twee, regie: Gert de Graaff
- 1987 - Deja Vu, regie: Jorge Hoogland
- 1988 - Zinderend, regie: Paula van der Oest
- 1989 - Bijlmerbloemen, regie: Christine Nevejan
- 1990 - De Finale, regie: Joram Lürsen
- 1991 - De tranen van Maria Machita, regie: Paul Ruven
- 1992 - Memorias sin Batallas y Otros Muertos, regie: Nathalie Alonso Casale
- 1993 - Horror vacui, regie: Boris Paval Conen
- 1994 - Djinn, regie: Dana Nechushtan
- 1995 - Sneeuwwitje, regie: Jelka Anhalt
- 1996 - Lap Rouge, regie: Lodewijk Crijns
- 1997 - Dame met het witte hoedje, regie: Aliona van der Horst
- 1998 - Weekend, regie: Nanouk Leopold
- 1999 - Het lege nest, regie: Jesse de Jong
- 2000 - Tinus en Henkie, regie: Jeroen Annokkée
- 2001 - De laatste dag van Alfred Maassen, regie: David Lammers
- 2002 - Gaatjes, regie: Marco Knijnenburg
- 2003 - Untertage, regie: Jiska Rickels
- 2004 - Over rozen, regie: Remy van Heugten
- 2005 - En nu ik, regie: Wout Conijn
- 2006 - Zo is dat, regie: Elizabeth Rocha Salgado
- 2007 - Pappa is weg...en ik wilde nog wat vragen, regie: Marijn Frank
- 2008 - Gaandeweg, regie: Margot Schaap[2]
- 2009 - Bingo, regie: Timur Ismailov
- 2010 - Mo, regie: Eché Janga
- 2011 - Als ik jou niet had, regie: Anne-Marieke Graafmans
- 2012 - Magnesium, regie: Sam de Jong
- 2013 - Ik, regie: Jona Honer
- 2014 - Onno de Onwetende, regie: Viktor van der Valk
- 2015 - Broker, regie: David-Jan Bronsgeest
- 2016 - The Origin of Trouble, regie: Tessa Pope
- 2017 - How to Uninstall Life, regie: Noah Suhartono
- 2018 - WOGNUM, regie: Tim Bary[3]
- 2019 - May Divorce Be With You, regie: Irene Lagendijk
- 2020 - A View from Above, regie: Dylan Werkman
- 2021 - Science Around Us, regie: ARIV